# Еврейское кладбище (Освенцим)
Еврейское кладбище в Освенциме (нем. Аушвиц), Польша, было разрушено немцами во время Второй мировой войны и частично восстановлено вернувшимися евреями, пережившими Холокост. В коммунистической Польше оно пришёл в упадок и было полностью восстановлено в 1990-х годах.

## История
В Освенциме раньше было еврейское кладбище, но его местоположение было утеряно. Более раннее кладбище было основано около 1588 года (сохранившиеся документы свидетельствуют о том, что в этом году земля была передана местной еврейской общине для строительства кладбища и синагоги). Первоначальное кладбище было закрыто в конце XVIII века из-за правил, требующих, чтобы кладбища были перенесены за пределы внутренних городов. В 1784 году в Освенциме было выделено место для нового еврейского кладбища, которого не существует.
Кладбище было основано в 1784 году на пересечении улиц Домбровского и Высокие Бжеги. Первоначально оно занимало площадь в 26 загонов (0,5 гектара). Еврейская община платила за это место 30 злотых в год, а также нанимала собственного гробовщика и администратора. Самая старая мацева, найденная на кладбище, − это надгробие Авраама Аббы, сына Ашера Зелига, который умер 21 октября 1757 года. Надгробие первоначально находилось на самом старом кладбище, а затем было перенесено на нынешнее место. На мацеве есть надпись на иврите. Она была отреставрирована и выставлена в музее евреев Еврейского центра Освенцима.
В июле 1941 года кладбище было закрыто оккупационными немецкими властями. После закрытия кладбище было разграблено в поисках строительных материалов. Мацевы использовались в качестве строительных материалов, выбрасывались в реку Сола, оставлялись в других частях города. Местные жители нашли их в разных местах после окончания войны. Площадь кладбища также резко сократилась.

## Поствоенный период
Территория кладбища не огорожена, и половина его полностью перекопана. Строительство кладбищенской стены является неотложным вопросом, учитывая, что местность кладбища используется в качестве дороги. Большое количество памятников было демонтировано после войны, несколько евреев вернулись в Освенцим и приложили усилия для восстановления кладбища. 
В письме, отправленном в 1946 году Еврейским комитетом в Освенциме Еврейскому комитету в Кракове, говорится: в разных частях города, и поэтому необходимо собрать их и разместить на кладбище.
В 1947 году была проведена общенациональная кампания по сбору средств, возглавляемая Комитетом граждан. Её целью было построить новую стену и защитить уцелевшие могилы. Кладбище находилось в полуразрушенном состоянии, и на нём была огромная воронка от воздушной бомбардировки. Кампания прошла успешно, и кладбище получило новую стену.
К началу 1960-х годов все оставшиеся евреи покинули город, и кладбище снова оказалось незащищённым. В 1992 году право собственности было передано городу Освенцим. В 1998 году участок был передан в собственность еврейской общины Бельско-Бяла. Кладбище оставалось в неухоженном состоянии и находилось под угрозой завладения землёй местными властями.
В период с 1987 по 1988 год Ашер Шарф из Нью-Йорка, Соединённые Штаты, оплатил капитальный ремонт, включая новую стену и входные ворота. Семья Захер также восстановила свой охель. История Ашера Шарфа рассказана в фильме 2006 года «Спасённый депортацией».

## Современное кладбище
В декабре 2003 года 16 надгробий на кладбище были разрушены неизвестными лицами. Несколькими днями ранее на стене кладбища были нарисованы две большие свастики. Они были изъяты муниципальной полицией.
С 2014 года волонтёры из Фонда Мацевы, Службы примирения во имя мира и местные волонтёры отремонтировали несколько участков внешней стены, установили мацевот на 25 бетонных подставках и проложили гравийную дорожку, ведущую к охелю в задней части кладбища. Также с 2014 года кладбище внесено в список памятников архитектуры. Согласно Национальному институту культурного наследия и его реестру памятников, кладбище является одним из наиболее ухоженных и хорошо отреставрированных кладбищ в Малопольском регионе; сохранившиеся надгробия имеют значительную художественную ценность, а ландшафт с высокой зеленью придаёт парковый вид.

## Памятные погребения
- Шимсон Клегер;
- Якуб Хаберфельд;
- Виктор Овадия Лейблер;
- Енох Хенненберг;
- Йозеф Тиберг.

## Формы надгробий
Классические плоские мацевы из песчаника являются преобладающей формой на еврейском кладбище в Освенциме. Из-за материала эти надгробия часто расслаиваются и со временем портятся. Другие формы, присутствующие на кладбище, − это обелиски и небольшие вертикальные надгробия.
На надгробиях часто размещались декоративные или символические изображения, связанные с символикой и мистицизмом иудаизма. Наиболее распространёнными символами на кладбище Освенцима являются узоры короны, пальмы и подсвечника с пятью рукоятями.

## Мацева
Мацева на кладбище имеет типичную форму стоячего прямоугольника, закрытого полукруглой аркой, или иногда закрытого торцом. Они обычно содержат декоративные, символические элементы или начальную фразу. В случае некоторых надгробий текстовая часть отделена сверху рельефным выступом. На передней стенке мацевы есть надпись, обычно на иврите. На нескольких могилах супружеских пар есть двойные мацевы, закрытые полукруглыми арками.
Самой старой мацевой, найденной на кладбище, была надгробная плита Авраама Аббы, умершего 21 октября 1757 года. Она была отремонтирована и теперь включена в постоянную экспозицию Еврейского центра Освенцима.

## Обелиски
Обелиск представляет собой единый четырёхугольный столб, сужающийся кверху и усечённый вверху. Надписи размещены как на постаменте, так и в верхней части обелиска (где также размещены декоративные и символические элементы). Памятники такого рода финансировались более состоятельными горожанами (в том числе семьёй Хаберфельд).

## Стелы
Форма стелы выполнена из вертикальных пластин, закрытых двумя полуколоннами и украшенных, чаще всего в форме арки или треугольника. Обычно между полуколоннами имеется табличка с надписью, а сверху — символические изображения.

## Местоположение и посетители
Кладбище закрыто. Посетителям еврейского центра Освенцима предоставляется ключ.